# Vlag van de Malediven

Vlag van de Malediven

De vlag van de Malediven toont een verticale witte halve maan op een groene achtergrond, omringd door een breed rood kader. Deze vlag is sinds 25 juli 1965 de vlag van de Malediven.

## Symboliek
De rode kleur in de vlag staat voor de moed van de helden van het land, die in heden, toekomst en verleden hun bloed voor hun land opoffer(d)en. Het groen staat voor de grote hoeveelheid palmbomen in de Malediven, die van oudsher voor verschillende doeleinden gebruikt worden. Daarnaast staat het groen voor vrede en vooruitgang en wordt het gezien als de kleur van Mohammed. De witte halve maan staat voor de islam, de staatsgodsdienst van de Malediven.

## Ontwerp
De vlag heeft een hoogte-breedteverhouding van 2:3. Het groene vlak neemt de helft van de hoogte en twee derde van de breedte in, waarmee de lengte van de rode rand aan alle zijden gelijk is aan een kwart van de vlaghoogte.
De randen van de halve maan worden gevormd door delen van twee cirkels. De diameter van die cirkels is gelijk aan een derde van de hoogte van de vlag. De rand van de halve maan aan de kant van de hijszijde bevindt zich vanaf 31/72 van die hijszijde; de rand aan de andere kant bevindt zich maximaal 3/72 verder naar het uiteinde van de vlag.
De kleurenspecificaties zijn als volgt (bij benadering):
| Kleur | Pantone-codering | CMYK (%)                  |
| ----- | ---------------- | ------------------------- |
| Rood  | 186C             | C 0 - M 90 - Y 80 - K 5   |
| Groen | 348C             | C 100 - M 0 - Y 80 - K 25 |

## Geschiedenis

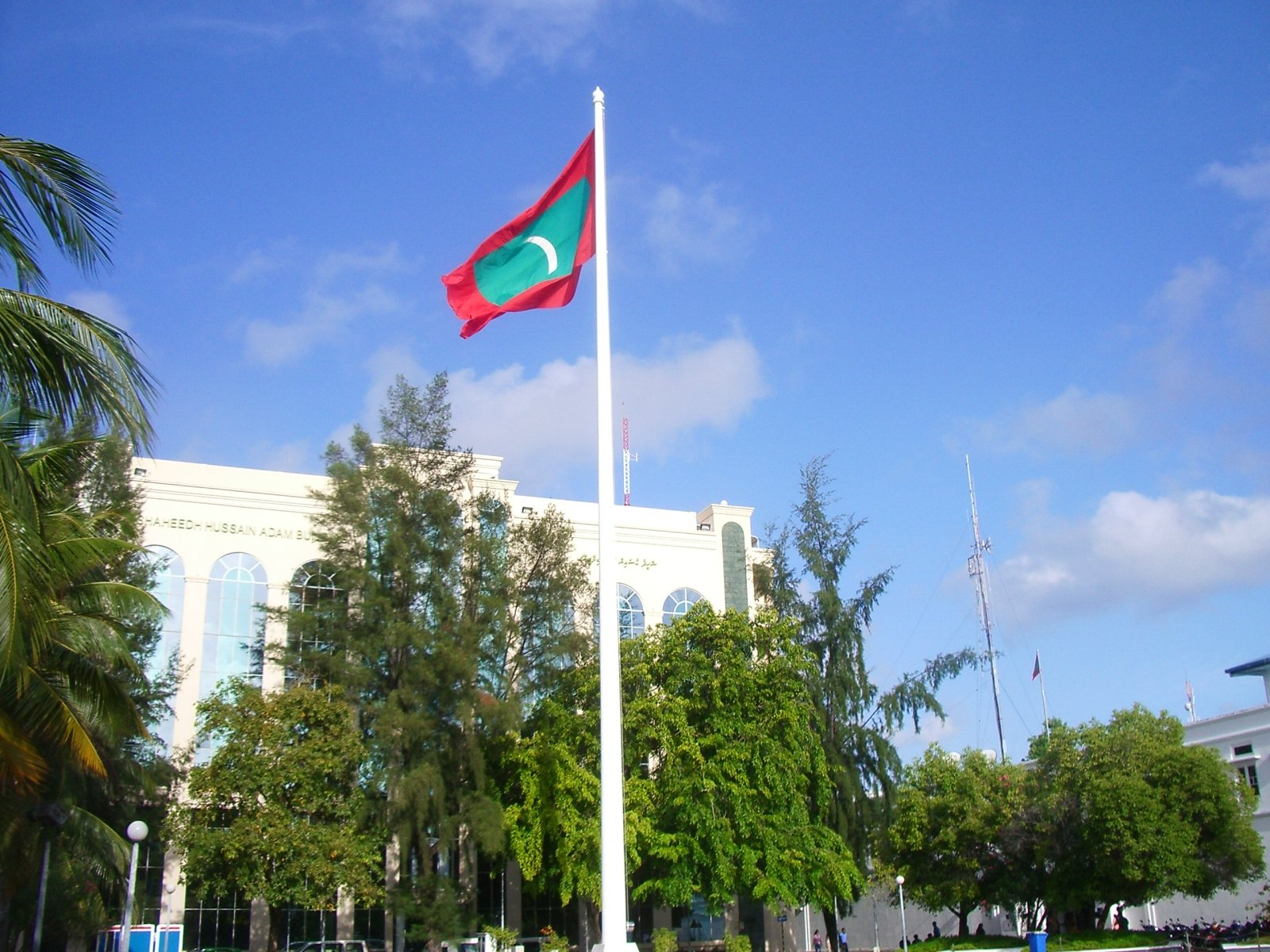
Vlag op het centrale plein van Malé

De eerste Maledivische vlag was vrijwel geheel rood en werd tot het begin van de 20e eeuw gebruikt door de sultans van het eilandenrijk. Het rood was een nuttige kleur, omdat ze goed zichtbaar was tegen het blauw van de Indische Oceaan. Aan de hijszijde had deze vlag een zwart-witte rand, de Dhandimathi (Dhivehi: ދަނޑިމަތި), voortgekomen uit het gebruik om de witte vlaggenstokken te beschilderen met een zwarte naar boven spiralende streep.
Als gevolg van de succesvolle campagne die het Ottomaanse Rijk in de 19e eeuw voerde om de halve maan als een islamitisch symbool te promoten, besloot premier Amir Abdul Majid Didi in 1903 om de halve maan in de vlag op te nemen. Dit gebeurde op een groen veld dat in het midden van de rode vlag werd geplaatst; de zwart-witte rand bleef behouden. De punten van de halve wezen naar de hijszijde. In 1947 werd dit laatste veranderd: de punten wijzen nu naar het uiteinde van de vlag.
Toen Mohamed Jameel in 1948 de tekst van Gavmee Salaam, het nationale volkslied, schreef, verwees hij niet naar het zwart in de vlag. Daarom werd in 1965 de zwart-witte rand verwijderd, waarmee de huidige vlag in gebruik genomen werd. In hetzelfde jaar nam sultan Muhammad Fareed Didi een vlag aan die de sultan moest vertegenwoordigen; deze vlag toont een witte ster naast de halve maan. In 1968 werden de Malediven een republiek en werd die vlag de standaard van de president van de Malediven.

c.1117–1796
1796—1903
1903—1926
Nationale vlag, 1926—1953
Staatsvlag, 1926—1953
1953—1965